# امیر ارلی
امیر ارلی (ترکی استانبولی: Arlı؛ زادهٔ ۵ ژانویهٔ ۲۰۰۳) بازیکن فوتبال است.
وی همچنین در تیم ملی فوتبال Turkey U16 بازی کرده‌است.